# جيمي هيبورن
جيمي هيبورن هو سياسي بريطاني، ولد في 21 مايو 1979 في غلاسكو في المملكة المتحدة. نشط حزبياً في الحزب الوطني الإسكتلندي. في 2016 Scottish Parliament election ‏، انتخب Member of the 5th Scottish Parliament ‏ عن دائرة Cumbernauld and Kilsyth (Scottish Parliament constituency) ‏ وقد انضم خلال فترته النيابية ‏ (5 مايو 2016 – ) للكتلة البرلمانية الحزب الوطني الإسكتلندي وفي الانتخابات النيابية العمومية الاسكتلندية 2011 ‏، انتخب عضو البرلمان الاسكتلندي الرابع ‏ عن دائرة Cumbernauld and Kilsyth (Scottish Parliament constituency) ‏ وقد انضم خلال فترته النيابية ‏ (5 مايو 2011 – 24 مارس 2016) للكتلة البرلمانية الحزب الوطني الإسكتلندي وفي الانتخابات النيابية العمومية الاسكتلندية 2007 ‏، انتخب عضو البرلمان الاسكتلندي الثالث ‏ عن دائرة Central Scotland (Scottish Parliament electoral region) ‏ وقد انضم خلال فترته النيابية ‏ (3 مايو 2007 – 22 مارس 2011) للكتلة البرلمانية الحزب الوطني الإسكتلندي.

## وصلات خارجية
- الموقع الرسمي